# Thelotornis
Thelotornis is een geslacht van slangen uit de familie toornslangachtigen (Colubrinae) en de onderfamilie Colubrinae.

## Naam en indeling
De wetenschappelijke naam van de groep werd voor het eerst voorgesteld door Andrew Smith in 1849. Er zijn vier soorten die voorkomen in grote delen van Afrika.

## Verspreiding en habitat
Alle soorten komen voor in delen van Afrika en leven in de landen Somalië, Kenia, Zambia, Tanzania, Oeganda, Congo-Kinshasa, Congo-Brazzaville, Angola, Gabon, Equatoriaal-Guinea, Nigeria, Kameroen, Togo, Benin, Ghana, Ivoorkust, Liberia, Sierra Leone, Guinee, Guinee-Bissau, Centraal-Afrikaanse Republiek, Namibië, Botswana, Zuid-Afrika, Swaziland, Zimbabwe, Mozambique en Malawi.
De habitat bestaat voornamelijk uit zowel drogere als vochtige tropische en subtropische bossen.

## Beschermingsstatus
Door de internationale natuurbeschermingsorganisatie IUCN is aan twee soorten een beschermingsstatus toegewezen. Een soort wordt beschouwd als 'veilig' (Least Concern of LC) en een als 'kwetsbaar' (Vulnerable of VU).

### Soorten
Het geslacht omvat de volgende soorten, met de auteur en het verspreidingsgebied.
| Naam                      | Auteur          | Verspreidingsgebied |
| ------------------------- | --------------- | --- |
| Thelotornis capensis      | Smith, 1849     | Namibië, Botswana, Zuid-Afrika, Swaziland, Zimbabwe, Mozambique, Zambia, Malawi, Angola, Congo-Kinshasa |
| Thelotornis kirtlandii    | Hallowell, 1844 | Somalië, Kenia, Zambia, Tanzania, Oeganda, Congo-Kinshasa, Congo-Brazzaville, Angola, Gabon, Equatoriaal-Guinea, Nigeria, Kameroen, Togo, Benin, Ghana, Ivoorkust, Liberia, Sierra Leone, Guinee, Guinee-Bissau, Centraal-Afrikaanse Republiek |
| Thelotornis mossambicanus | Bocage, 1895    | Somalië, Kenia, Tanzania, Malawi, Mozambique, Zambia, Zimbabwe |
| Thelotornis usambaricus   | Broadley, 2001  | Tanzania, Kenia, Mozambique |